# Чесма Гушевица
Чесма Гушевица је културно-историјска знаменитост Пирота, препознатљивог у Србији по бројним градским чесмама. Настала је за време владавине Османлија, средином 19. века, и временом постала легенда града Пирота и шире, по којој...ко се једном напије воде са Гушевице заувек остаје у Пироту.
Обновљена је од стране захвалних мештана Пирота у знак сећања на дуг историјски период у коме је Гушевица деценијама одолевала зубу времена, променама (системским, економским, државним, партијским), ратовима и рушењима, али и разним „урбанистичким концепцијама”. Бројни становници и гости Пирота до данашњих дана често се освежавају водом са ове чесме, иако на њој више не тече изворска, већ вода из градског водовода.

## Положај
Чесма Гушевица, као културно-историјски објекат Пирота налази се у уливи Светозара Марковића, у централном делу Пирота, или насељу Тијабара смештеном поред Нишаве и Градашничке реке  као саставни део њене амбијенталне целине. Окружена је  дућанима и црквом, који су заједно са чесмом формирали нову пиротску чаршију, која је у односу на Пазар, млађи део Пирота у коме су одувек живели хришћани.
Као што и сам назив говори, на овом простору су се налазиле баре које су коначно исушене насипањем након Првог балканског рата, о чему сведочи и данашњи ниво чесме Гушевице. Тијабара је насипана песком који је ископаван из реке Нишаве од простора чесме Гушевице до простора на коме се данас налази Споменик ослободиоцима Пирота.
Географски положај
- Северна географска ширина: 43° 09′ 07"
- Источна географска дужина: 22° 35′ 06"
- Надморска висина: 367 m

## Историја
У време владавине Османлија, у Пироту је било 8 чамија, од којих су с краја 19 века сачуване две, једна у Тијабари, друга на Пазару која се звала Царева џамија, и постојала је до 1929. године. Поред ње је била текија неког угледног османлијског дервиша, и чесма на улазу у Тијабару, коју је подигао богати османлија Агуш, по коме је чесма названа „Агушева чесма” (Гушевица), за коју се по њеном изгледу некада чинило, спуштајући се до „шопки” (славина), као да се улази у неки велики трем, широким степеницама, које су увек биле мокре.
У 19. и 20. веку Тијабара је претрпела многа рушења и изградњу нових објеката (монументалне православна црква посвећена Успењу Богородице за потребе великог броја православних хришћана који су овде живели, трговачко - занатског центра са локалима типичан за чаршију српске вароши с каја 19. века, чаршије грађанске структуре, после Првог светског рата), али је и даље остала Гушевица, као пиротска чесма са Тијабарске стране, или са десне стране Нишаве, тик уз „Големи мост”, који је такође једна од легенди града.
Славине чесме Гушевице некада је напајала хладна изворску вода, која је до Гушевице долазила из извора, који се налазио на 50 метара од Нишаве, у Тијабари, а на 200 метара од Нишаве налазио се извор за чесму Ладна Вода. Од тих извора до чесама је доведена каптажа кроз цеви од печене глине, што је вековима функционисало.  
Тачан датум градње прве верзије ове чесме није познат. Сматра се да је то било пре око 150 година или почетком друге половине 19. века (када се први пут помиње насељавање у Тијабари).
Оно што се поуздано зна је да је Гушевица реновирана 1923/1924. године, када је чесма добила архитектонске контуре које има на стрим фотографијама и цртежима. 
Увођењем градског водовода у другој половини 20. века ову чесму надележни су искључили из старог водовода и прикључили на градску, новосаграђену мрежу. 
Око чесме Гушевице окупљао се народ, посебно када је био пазарни дан, а около су пиротски занатлије својим дућанима све до цркве полако формирали нову чаршију...
Гушевица је за Пирот одувек била симбол много чега, али пре свега симбол живота кроз воду, као место окупљања... Крај Гушевице су се годинама одржавале главне богојављенске свечаности, уз пуцњаву прангија и израду ледених крстови од воде са славина Гушевице. Окупљени народ би потом после освећења кретао са тако направљеним леденим крстовима до обала Нишави и бацао их у воду а они најхрабрији су скакали у воду да би га извадили. Гушевица је тако постала и остала симбол живота у Пироту.

## Архитектонско решење
У архитектонском смислу то је четворострана грађевина, познатог облика из времена њеног настанка (19. век) са бетонском куглом на врху, на којој се некада налазила светиљка која је осветљавала прилаз чесми, њене славине и чувене „тасове” (посуде) везане ланцем из којих се пила вода и простор око ње. Сетиљку-фењер на петролеј, чесма је добила 1869. године када су од улице Нишке до Стамбол капије и на другим местима у Пироту постављени фењери. Бригу о јавној расвети водило је 8 чувара и њихов старешина а плаћали су их грађани.
Ова четворострана грађевина са три стране је у нивоу земље, док је четврта улупана у земљу, са  „шопкма” у доњем делу изнад којих су стајали велики плехани тасови, у којима се захватала вода и пило. До шопки се пружа низ степенице омеђеним оградом са балустерима, што све заједно оставља утисак ...као да улазите у неки велики, чудесан трем, у значајно место где се сударају времена и чује само жубор воде.
Чесма Гушевице је кроз више векова претрпела незнатну трансформацију. О томе у својим ликовним делима  („париским цртежима”) сведочи сликар из Пирота мр Петар Ђорђевић који је овековечио Гушевицу из неколико углова. Цртежи чесме Гушевице настали су тако што је сликар Петар Ђорђевић Гушевицу доживо као ликовни мотив...за илустровање текстова са мотивима некадашњег изгледа Пирота, намењеним за књижевна дела покојног Драгољуба Јанковићем Јенкија, који је писао сјајне приче о знаменитостима Пирота, попут ових: „Фијакером кроз Пирот” и  „У слободи” (која су касније преточена у књигу).